# Carst

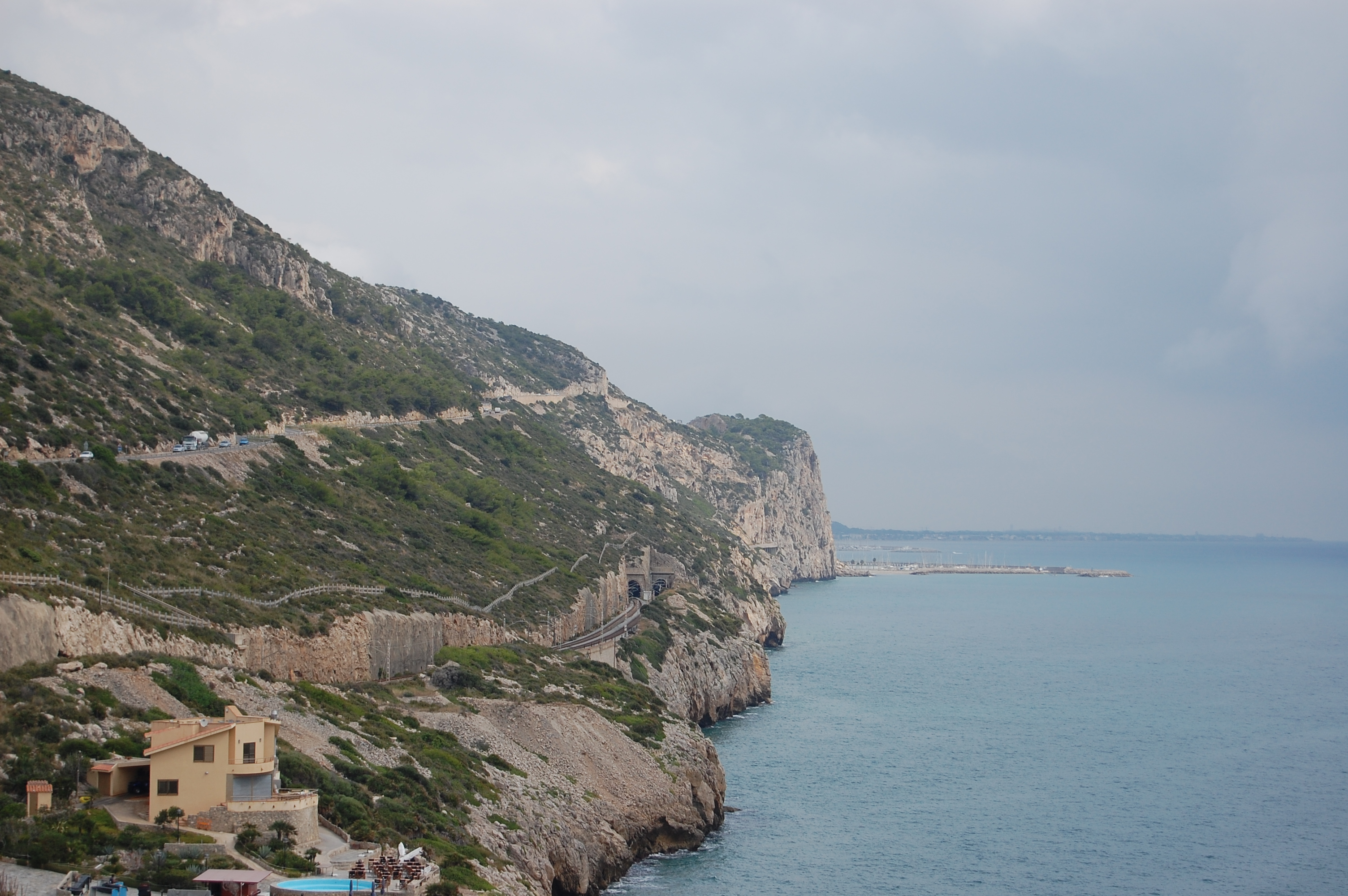
Costes del Garraf: exemple de paisatge càrstic

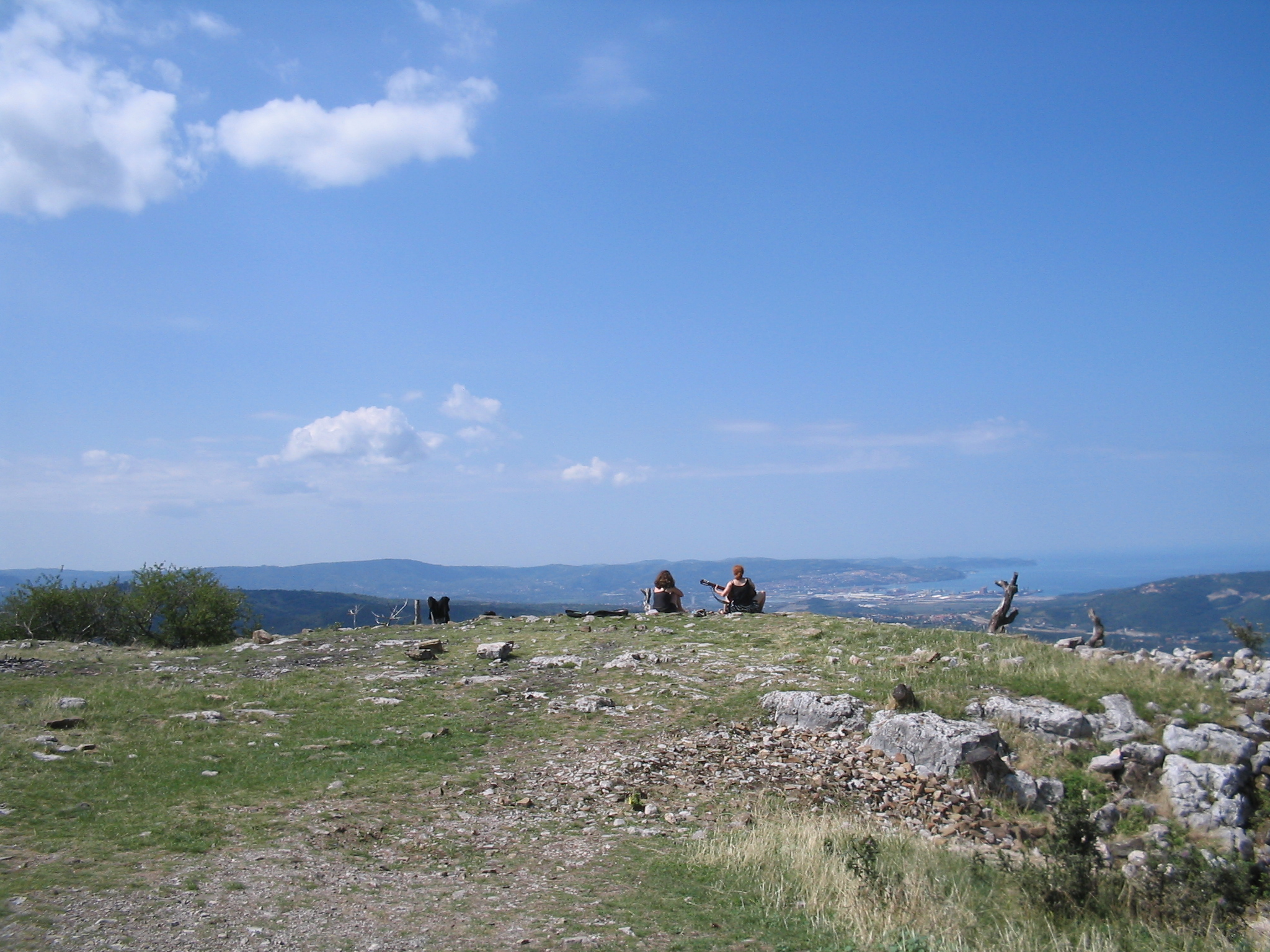
Paisatge de la regió de Kras

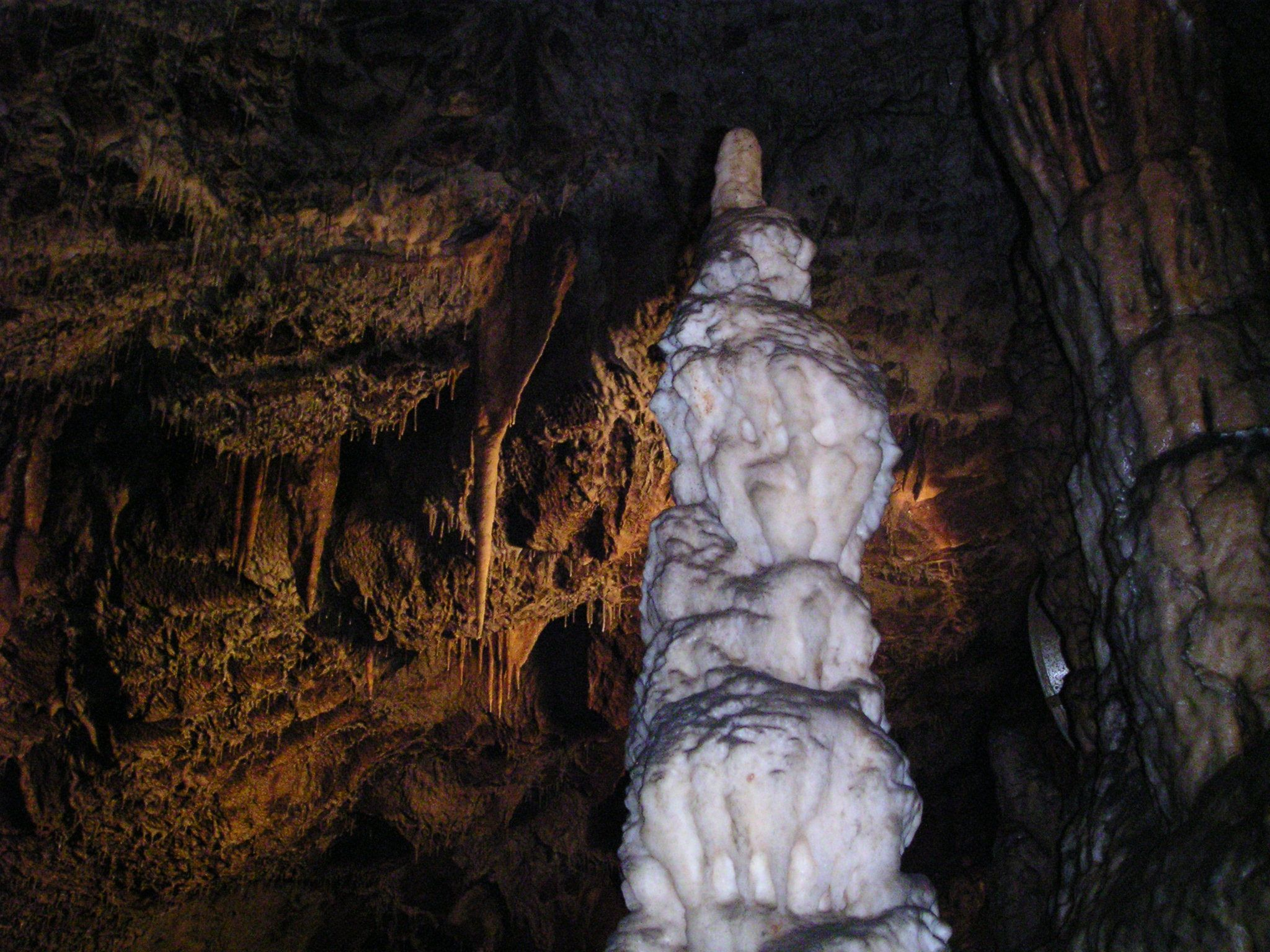
Estalagmita

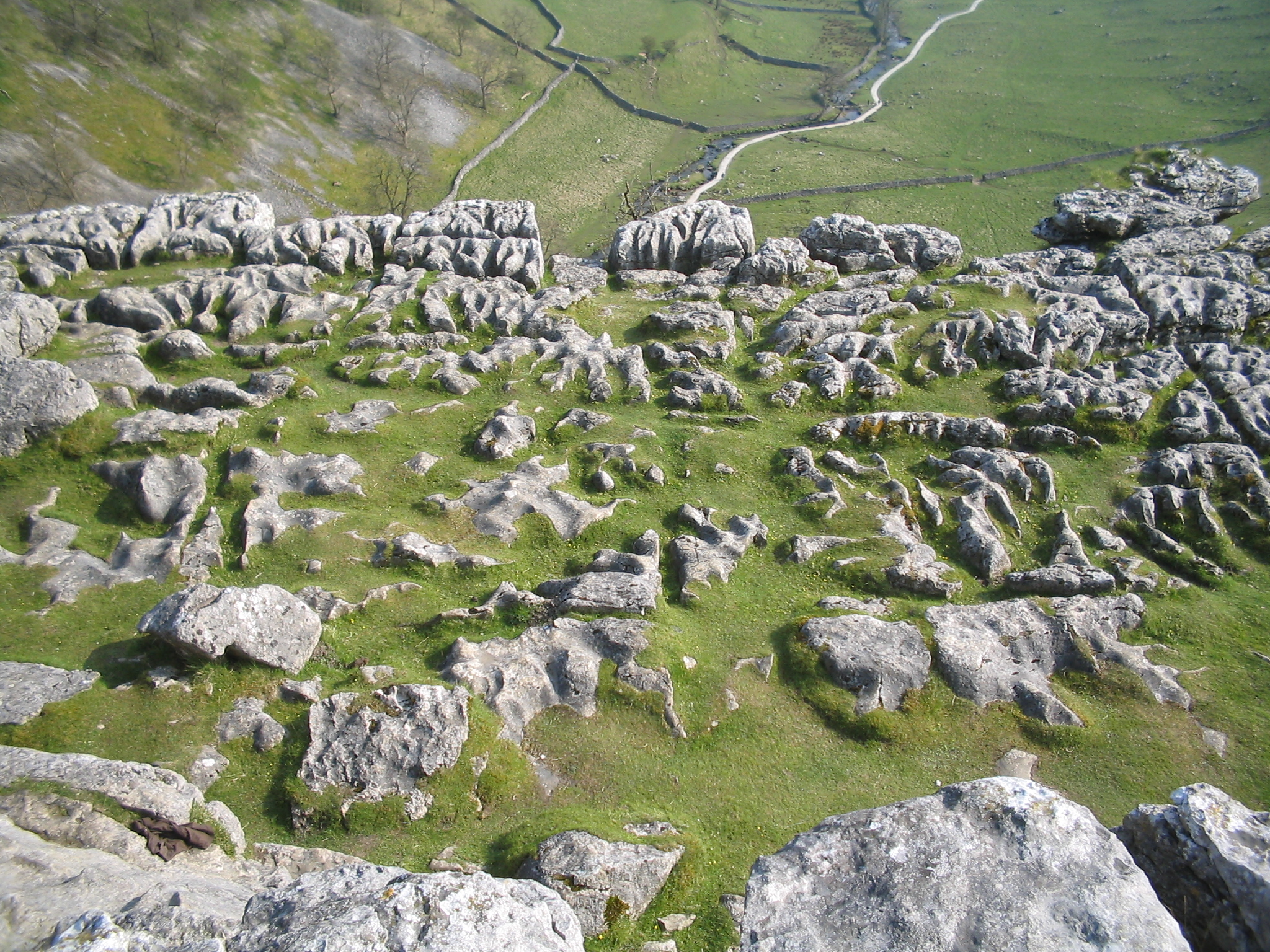
Rascler

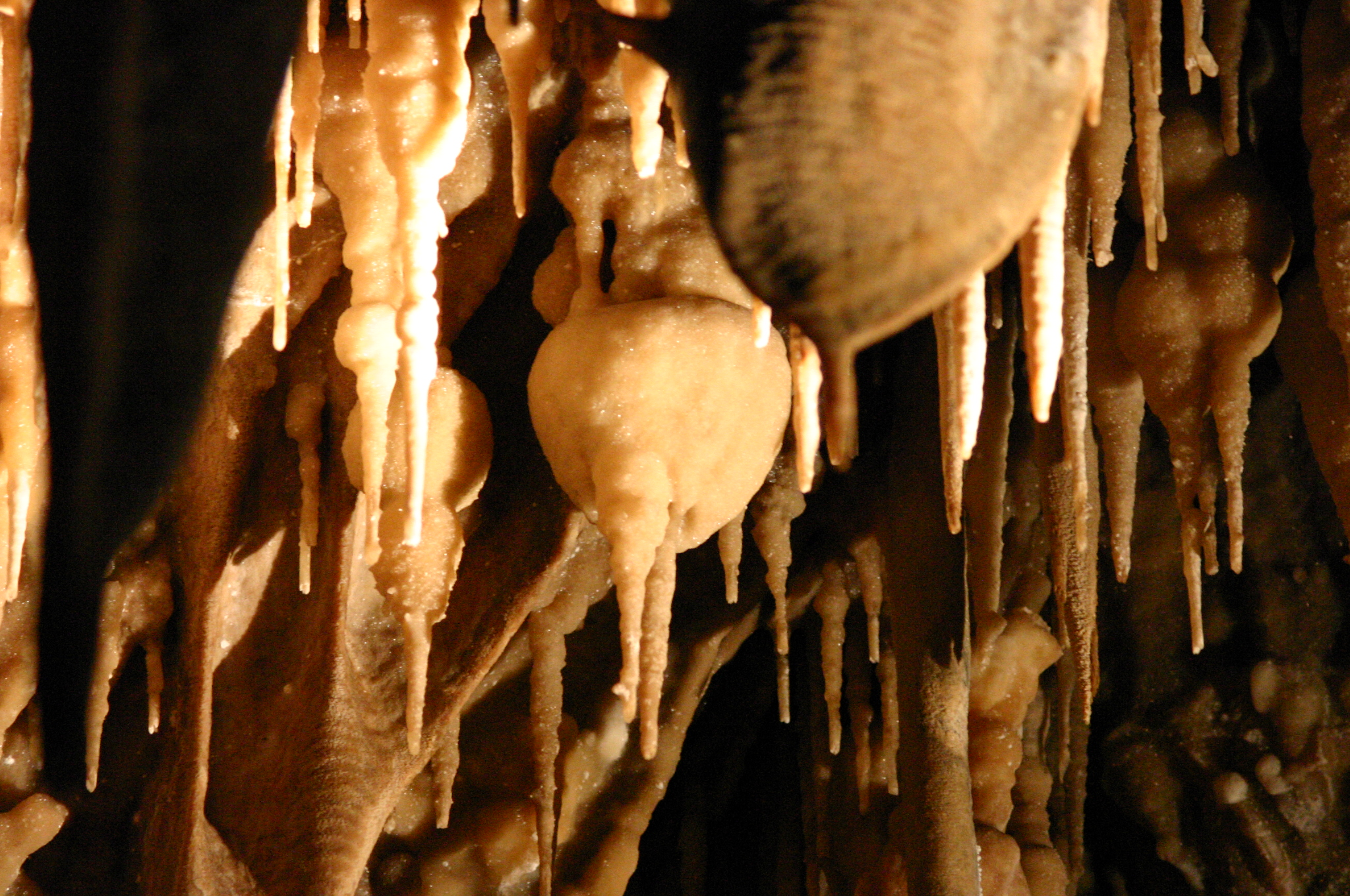
Estalactites

El carst, o també relleu càrstic, és una forma de modelat terrestre causat per l'aigua mitjançant processos d'erosió per meteorització química; és propi de zones amb presència de roques calcàries o d'altres roques solubles carbonatades. Presenta formacions característiques de la corrosió superficial com els rasclers i les dolines, o subterrània com els avencs i les coves, i el sistema de drenatge n'és fonamentalment subterrani.
L'estudi del paleokarst (karst enterrat a la columna estratigràfica) és important en geologia del petroli perquè fins al 50% de les reserves d'hidrocarburs del món estan allotjades a roca carbonatada, i gran part es troben en sistemes càrstics porosos.

## Etimologia
El mot carst té l'origen en el mot serbocroat kras o krs, ‘roca’, mitjançant la germanització Karst, i que també és el nom de la regió eslovena de Krast, durant la integració del país dins de l'Imperi Austrohongarès. La regió de Krast és un exemple d'altiplans calcaris amb el modelat característic del carst. El concepte de carst fou introduït el 1893 pel geògraf serbi Jovan Cvijić (1865-1927) en el seu llibre Das Karstphänomen (El fenomen carst).

## Estudis primerencs

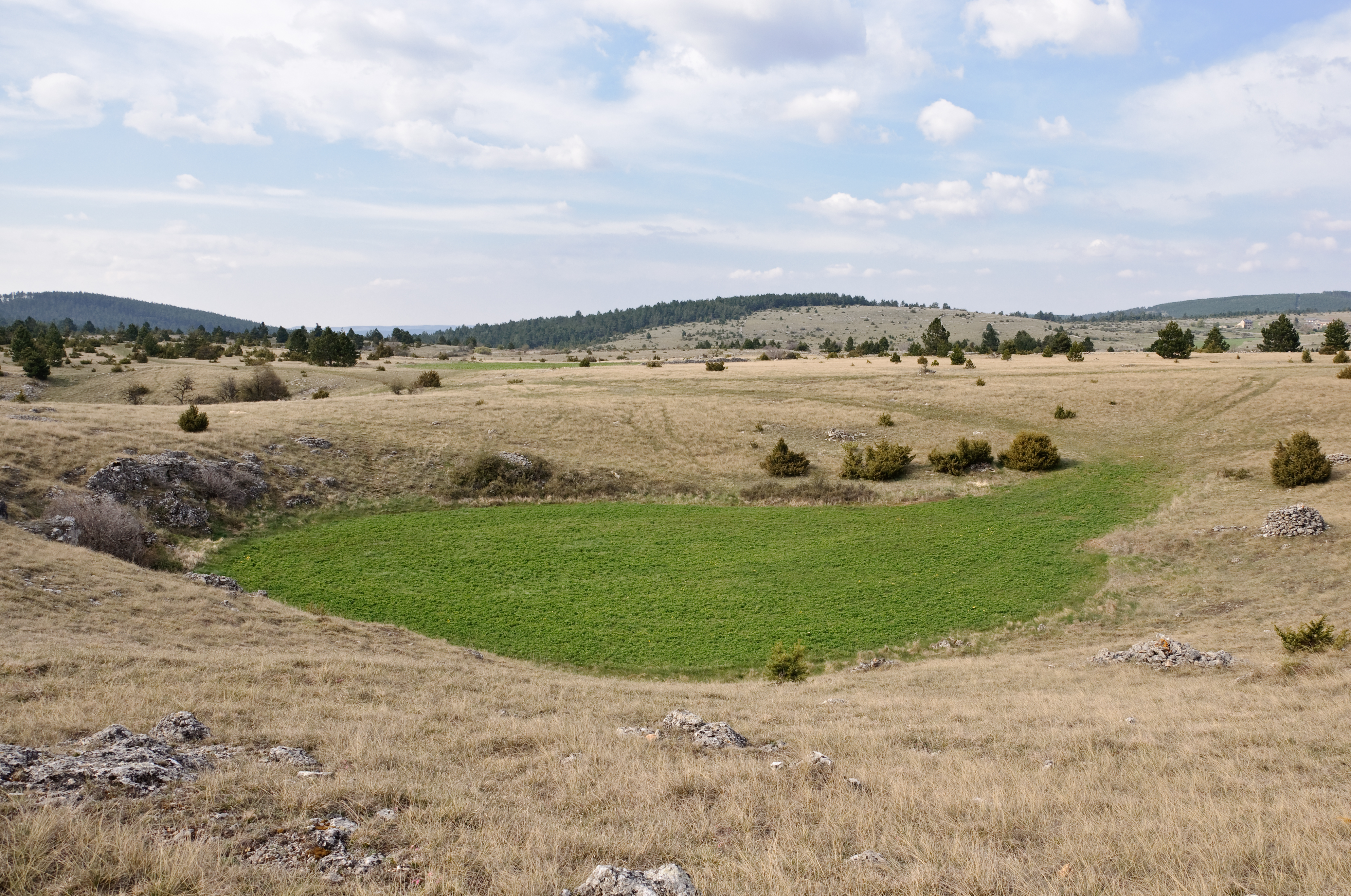
Dolina a les causses de Sauveterre, Lozère, França

Johann Weikhard von Valvasor, pioner de l'estudi del karst a Eslovènia i membre de la Royal Society, Londres, va introduir la paraula karst entre els erudits europeus el 1689 per descriure el fenomen dels corrents subterranis dels rius en el seu relat del llac Cerknica.
Jovan Cvijić va fer avançar enormement el coneixement de les regions càrstiques, tant que va arribar a ser conegut com el «pare de la geomorfologia càrstica». La publicació de Cvijić Das Karstphänomen, de 1893, tracta principalment de les regions càrstiques dels Balcans i descriu formes del relleu com a karren, dolines i pòlies. En una publicació de 1918, Cvijić va proposar un model cíclic per al desenvolupament del paisatge càrstic. L'hidrologia càrstica va sorgir com a disciplina a la fi dels anys cinquanta i principis dels seixanta a França. Anteriorment, les activitats dels exploradors de coves, anomenats espeleòlegs, havien estat desestimades com un esport més que com una ciència, per la qual cosa les coves càrstiques subterrànies i els seus cursos d'aigua associats estaven, des d'una perspectiva científica, poc estudiats.

## Morfologia

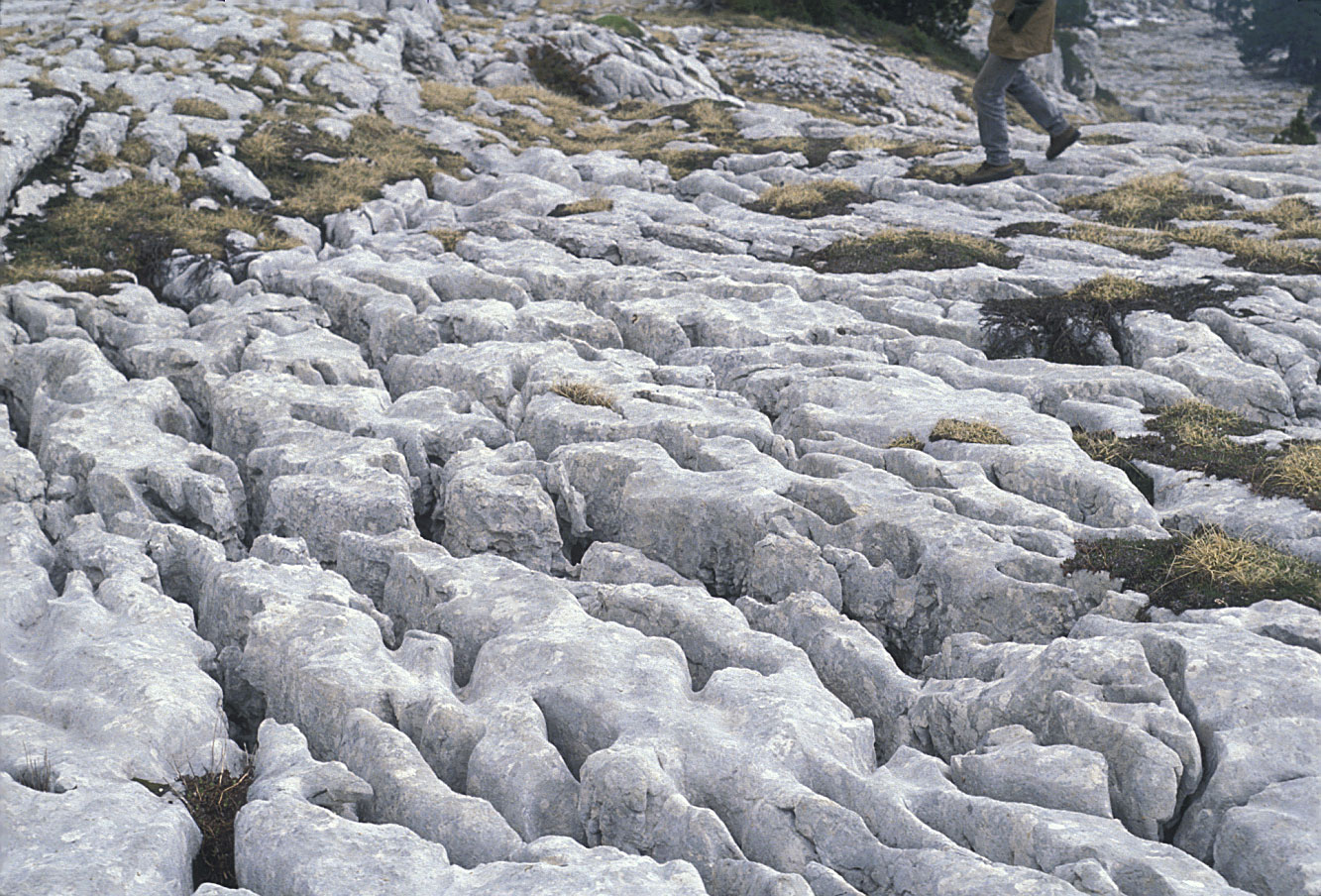
Paviment calcari a Dent de Crolles, França

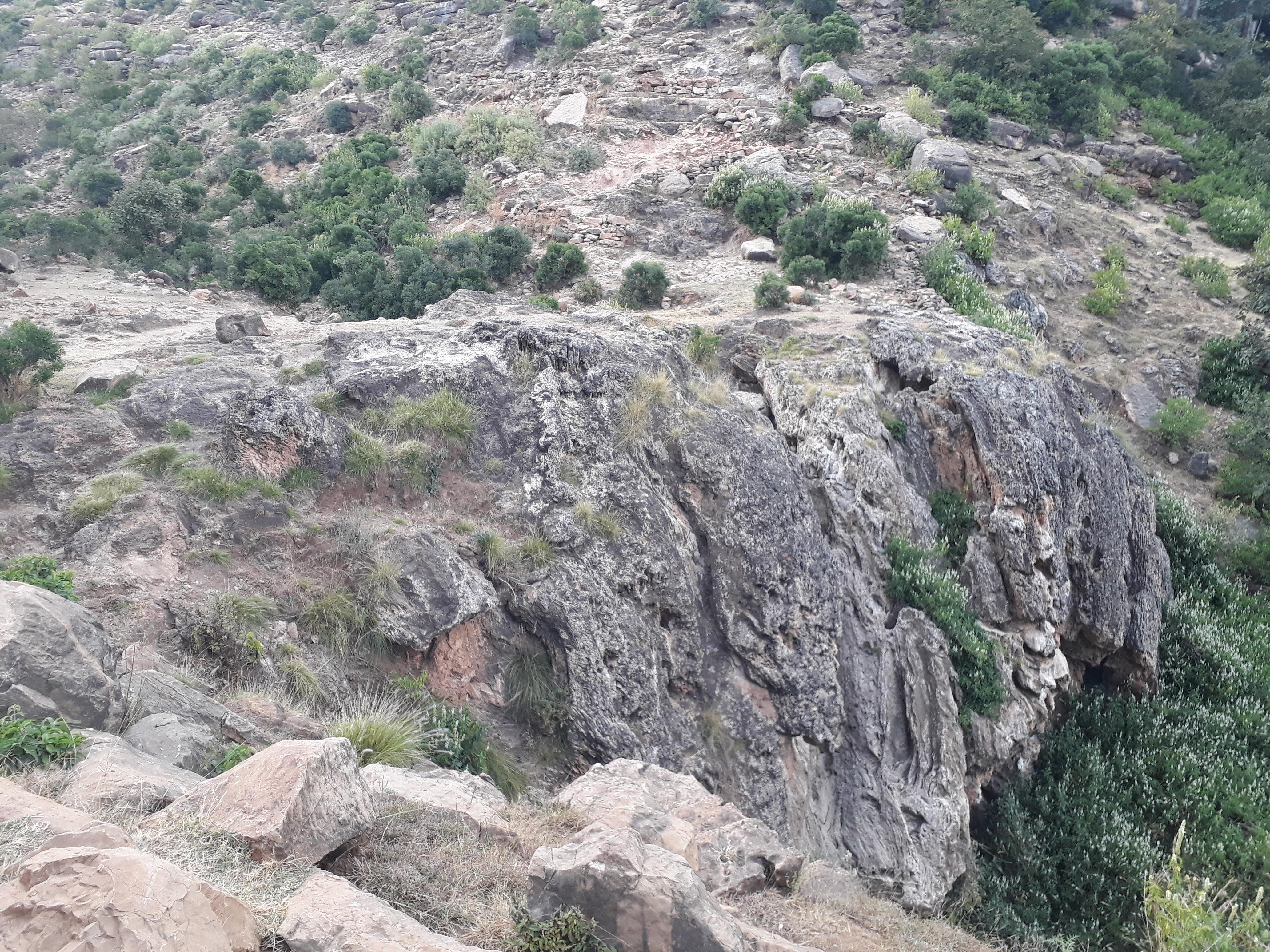
Tap de Rubaksa de toba a Etiòpia

La karstificació d'un paisatge pot donar lloc a una varietat de trets a gran o petita escala, tant a la superfície com al subsòl. A les superfícies exposades, els trets petits poden incloure estries de dissolució (o rillenkarren), túnels, paviments calcaris (clints i grikes), kamenitzes denominades col·lectivament karren o lapiaç. Els trets superficials de mida mitjana poden incloure embornals o cenotes (conques tancades), pous verticals, foibes (embornals en forma d'embut invertit), rierols que desapareixen i manantials kàrstics que reapareixen. Els accidents a gran escala, es pot incloure el paviment calcari, pòlies i valls càrstics. Els paisatges càrstics madurs, en els quals s'ha eliminat més roca mare de la que queda, poden donar lloc a torres càrstiques, o pallers. Sota la superfície poden formar-se complexos sistemes de drenatge subterrani (com aqüífers) i extensos sistemes de coves i cavernes.
L'erosió al llarg de les costes calcàries, sobretot als tròpicss, produeix una topografia càrstica que inclou una superfície de makatea esmolada per sobre de l'abast normal del mar, i esvorancs que són majoritàriament el resultat de l'activitat biològica o bioerosió en o una mica per sobre del nivell mitjà del mar. Algunes de les més espectaculars d'aquestes formacions es poden veure a la Badia de Phang Nga a Tailàndia i a la Badia de Ha-Long a Vietnam.
El carbonat càlcic dissolt a l'aigua pot precipitar allà on l'aigua aboca part del diòxid de carboni dissolt. Els rius que neixen a les fonts poden produir terrasses de toba, formades per capes de calcita dipositades durant llargs períodes. A les coves, la deposició de carbonat càlcic i altres minerals dissolts forma una sèrie d'elements anomenats espeleotemes.

## La carstificació
La carstificació és el conjunt de processos que generen un modelat càrstic. Aquests processos depenen de la quantitat d'aigua i diòxid de carboni CO2 disponibles, del clima i del tipus de roca.
El procés fonamental de la carstificació és la meteorització de les roques calcàries o carbonatades per dissolució, però el carbonat de calci CaCO3 és molt poc soluble en aigua (KPS = 3,36 × 10–9 a 25 °C, 14 mg/L).
Per tal que la reacció química que dissol el carbonat de calci i el carbonat de calci i magnesi es produeixi, cal que l'aigua sigui àcida. Aquesta acidesa s'aconsegueix quan el diòxid de carboni es dissol en l'aigua de la pluja procedent de l'atmosfera o de la matèria orgànica en fermentació i forma àcid carbònic H2CO3, el qual es dissocia en dues reaccions generant cations oxidani H3O+ que poden atacar els minerals. Les reaccions són:
{\displaystyle {\ce {H2O + CO2 <=> H2CO3}}}{\displaystyle {\ce {H2CO3 + H2O <=> H3O+ + HCO3-}}}{\displaystyle {\ce {HCO3- + H2O <=> H3O+ + CO3^2-}}}
Les reaccions del catió oxidani amb el carbonat de calci CaCO3 i amb el carbonat de calci i magnesi CaMg(CO3)2, constituent del mineral dolomita, són:
{\displaystyle {\ce {CaCO3 + H3O+ <=> Ca^{2+}\ + HCO3- + H2O}}}{\displaystyle {\ce {CaMg(CO3)2 + 2H3O+<=> Ca^{2+}\ + Mg^{2+}\ + 2HCO3- + 2H2O}}}
Les reaccions completes són:
{\displaystyle {\ce {CO2 + H2O + CaCO3 <=> Ca^2+ + 2 HCO3^-}}}{\displaystyle {\ce {CO2 + H2O + CaMg(CO3)2 <=> Ca^2+ + Mg^2+ + 4 HCO3^-}}}
En aquestes reaccions cal afegir-hi la dissolució del sulfat de calci present al guix, que no requereix l'acció dels cations oxidani, ja que és més soluble que els carbonats. Es completen, amb les dues anteriors, les tres reaccions bàsiques del carst:
{\displaystyle {\ce {CaSO4.2H2O <=> Ca^{2+}\ + SO4^2- + 2H2O}}}
La dissolució és afavorida per:
- l'abundància d'aigua
- el contingut de CO₂ a l'aigua, el de procedència atmosfèrica augmenta amb la pressió
- la temperatura baixa; com més freda és l'aigua, més CO₂ pot contenir
- els éssers vius que generen CO₂ durant la respiració
- la natura de la roca, la seva composició de carbonats, la presència de fractures...
- el temps de contacte de la roca amb l'aigua

Una regió freda, humida i calcària, té més possibilitats de desenvolupar un relleu càrstic; tanmateix, el modelat càrstic es troba en tota la Terra, també a les regions càlides i humides.

### La formació d'espeleotemes
Quan l'aigua carregada de CO₂ i calcària dissolta arriba a una cavitat més gran que les fissures per les quals ha passat, perd el gas. En perdre el CO₂, l'aigua perd acidesa i llavors la calcària continguda de cada gota pot recristal·litzar, formant-se dipòsits de carbonat de calci o espeleotemes, com ara les estalactites al sostre de la cavitat o les estalagmites a terra.

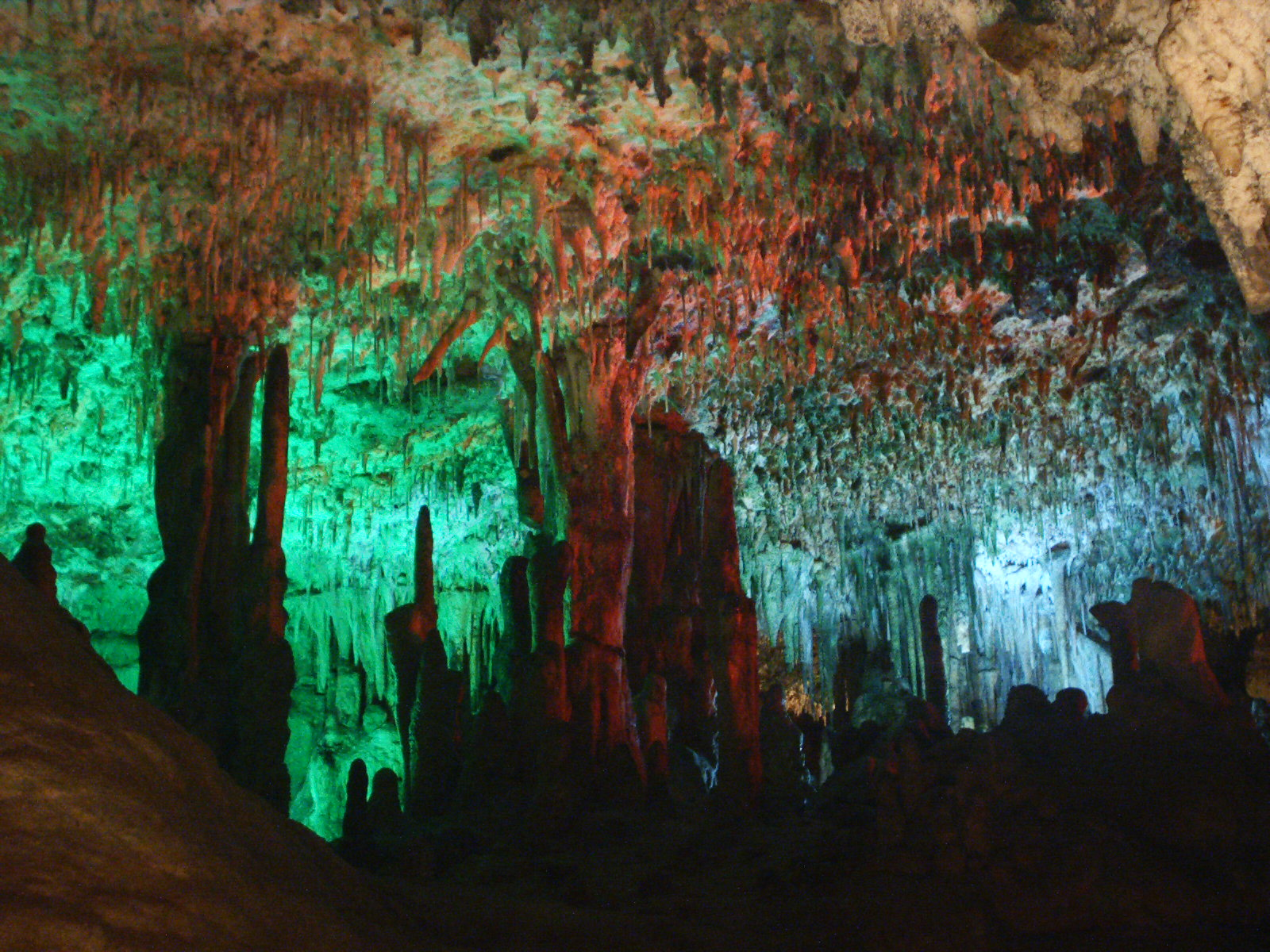
Cova dels Hams

### Les formes del relleu càrstic
La carstificació origina una sèrie de formes de relleu molt característiques. Les superficials estan a l'abast de tothom, però les subterrànies, tret de les coves turístiques, necessiten un material i coneixement tècnic específic per a ser visitades. L'espeleologia és la ciència que estudia el món subterrani del carst.
Les formacions exteriors són: dolines, uvales, pòlies (Polje), Rrasclers, valls seques i cegues i congosts.
La formacions subterrànies (les cavitats (coves i avencs) són: pous, sales, formacions fruit de la recristal·lització dels carbonats (estalactites, estalagmites, colades, banderes, etc) i engolidors, surgències, rius subterranis i llacs subterranis.

## Procés d'erosió càrstica

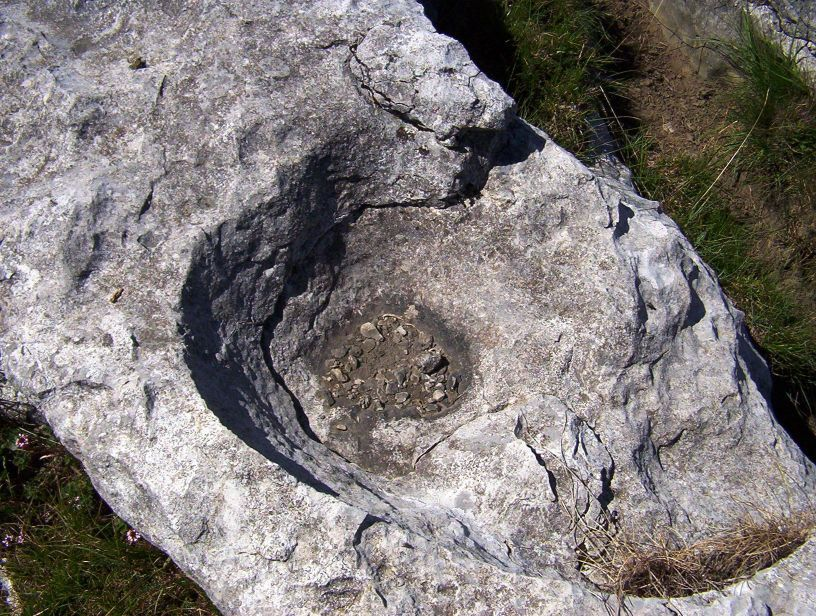
L'aigua i els còdols s'acumulen a les línies o llocs de debilitat de la roca calcària i dissolen el carbonat càlcic. En aquest cas es tracta del que en geomorfologia fluvial s'anomena marmita de gegant.

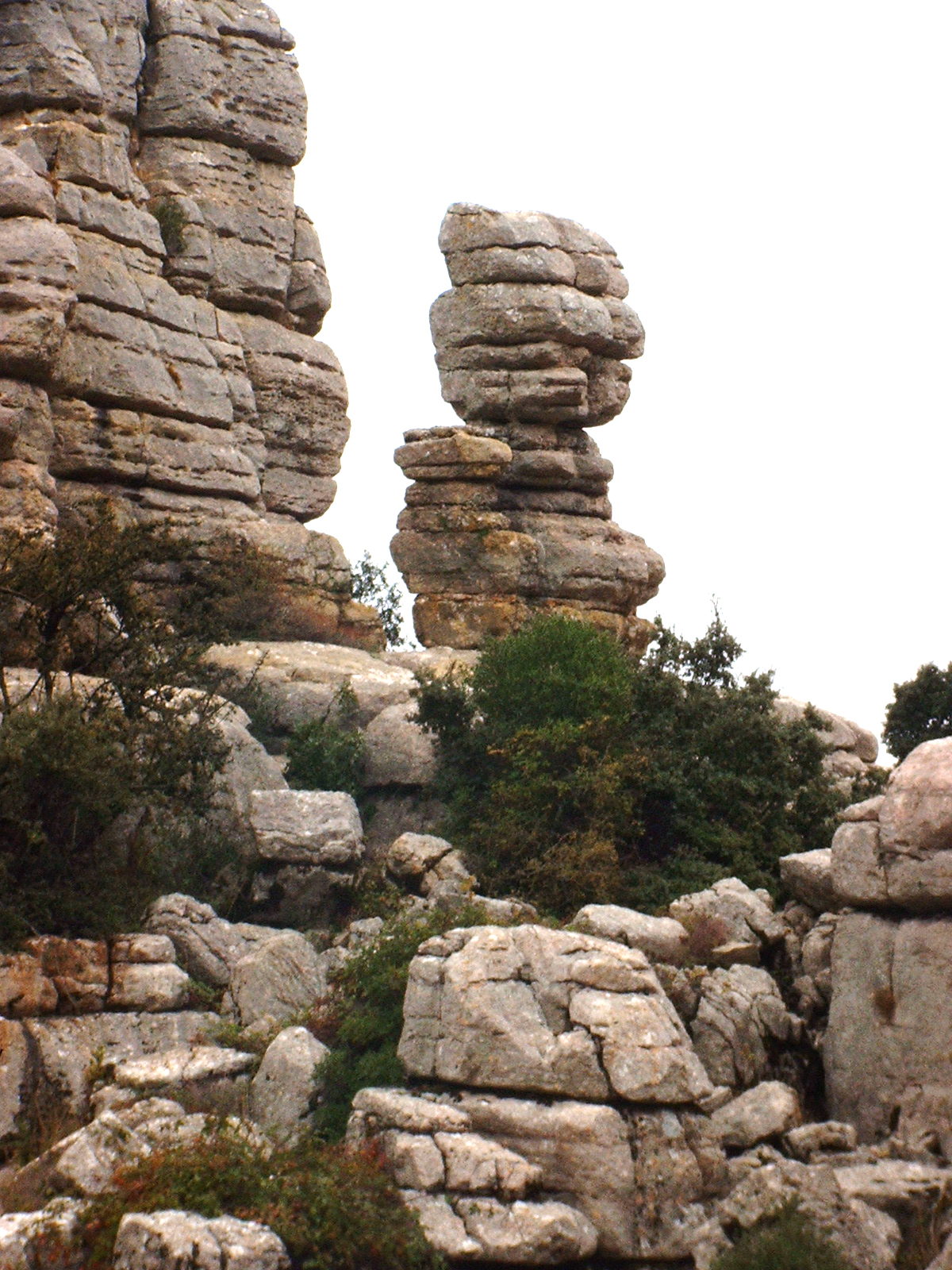
El Torcal (Antequera).

Un karst es produeix per dissolució indirecta del carbonat càlcic de les roques calçades a causa de l'acció d'aigües lleugerament àcides. L'aigua s'acidifica quan s'enriqueix en diòxid de carboni, per exemple, quan travessa un terra i reacciona amb el carbonat, formant bicarbonat, que és soluble. Hi ha un altre tipus de roques, les evaporites, com per exemple el guix, que es dissolen sense necessitat d'aigües àcides. Les aigües superficials i subterrànies van dissolent la roca i creant galeries i coves que, per enfonsament parcial, formen dolines i, per enfonsament total, formen canyons.
Hi ha moltes altres formes càrstiques, segons si aquestes formes es produeixen en superfície o, per contra, són geomorfològiques que apareixen en cavitats subterrànies. En el primer cas s'anomenen exocàrstiques:
- Lapiaces o rellars, són solcs o cavitats separats per envans més o menys aguts. Els solcs es formen per les aigües d'escorrentia sobre els vessants o sobre superfícies planes amb fissures.
- Dolines o torques són depressions (no més de l'hectàrea) formades als llocs on l'aigua s'estanca. Poden tenir formes diverses i unir-se amb altres veïnes, formant uvala (més de l'hectàrea).
- Pòlies són grans depressions (centenars a milers d'hectàrees) allargades de fons horitzontal emmarcades per vessants abruptes. Estan recorreguts totalment o parcialment per corrents d'aigua, que desapareixen sobtadament per embornals o pous i continuen circulant subterràniament. Han estat formats per la interacció i suma de nombrosos uvals i dolines.
- Canyons són valls estretes i profundes, causades pels rius.
- Coves es formen en infiltrar-se l'aigua. Solen formar-se estalactites a partir de l'aigua, rica en carbonat càlcic, que degota del sostre, i estalagmites a partir de l'aigua dipositada a terra.
- Coves de fossa són obertures estretes que comuniquen la superfície amb les galeries subterrànies.
- Ponors són obertures de tipus de portal on un corrent superficial o llac flueix totalment o parcialment cap a un sistema d'aigua subterrània.

En el segon cas s'anomenen endokàrstiques: (coves de fossa, embornals, sifons, foibes, etc.).

## Zones de l'aparell càrstic
- Zona d'absorció: zona superficial per on penetra l'aigua;
- Zona adossa: l'aigua circula verticalment;
- Zona freàtica: zona profunda on circula permanentment l'aigua;
- Zona epifreàtica: situada entre la vadosa i la freàtica, pateix inundacions periòdiques.

## Exemples de carsts

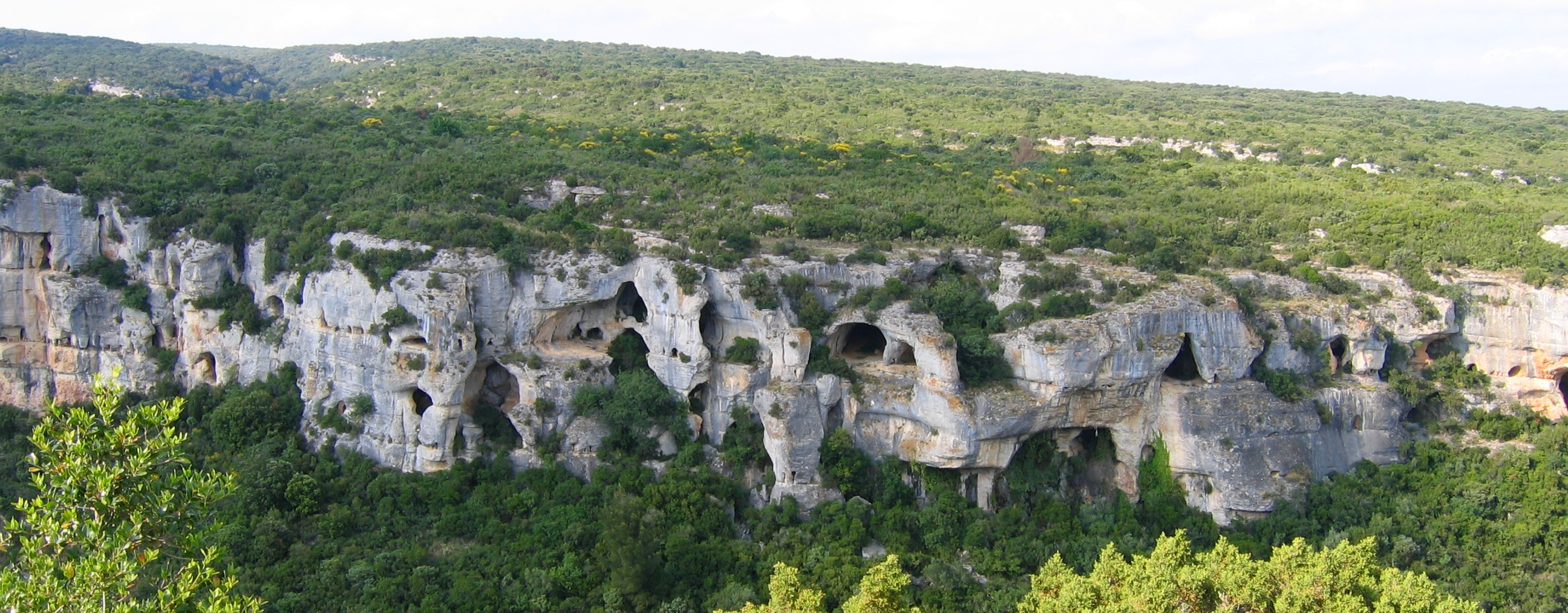
Exemple de paisatge càrstic

Alguns exemples de carst són el massissos del Garraf, del Montgrí, de Montserrat i de Sant Llorenç del Munt, la serra de Tramuntana i les serres de Llevant de Mallorca, i la comarca de l'Alta Garrotxa.

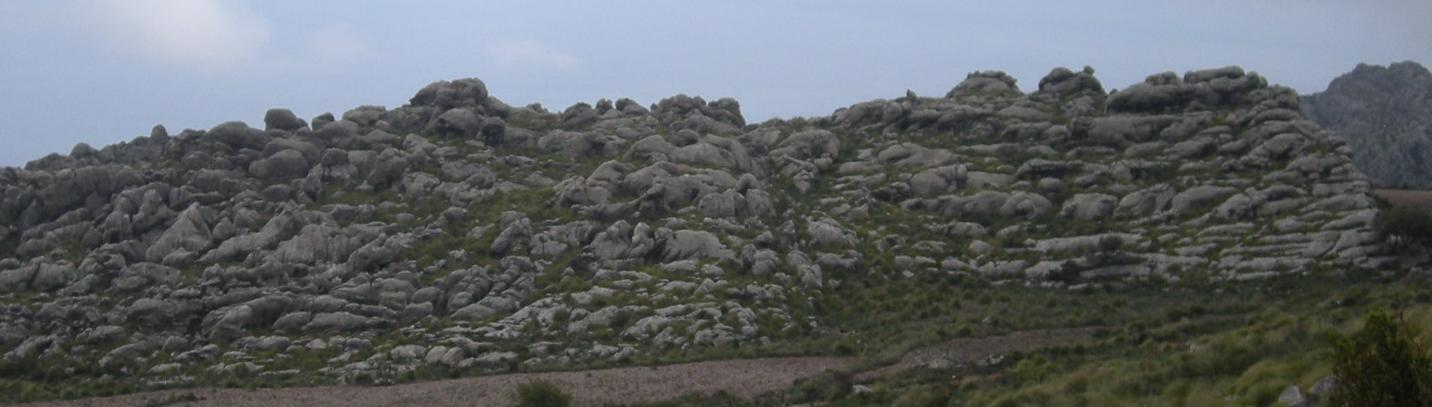
Modelat càrstic a la vall de Bini, a Mallorca

Entre les coves càrstiques que es poden visitar, hi ha les Coves d'Artà a la serra de Llevant de Mallorca, les el Drac i dels Hams a la marina de Llevant de Mallorca, les coves del Salnitre al massís de Montserrat, les coves Meravelles de Benifallet (Serra de Cardó), i la cova de Can Sadurní de Begues (massís de Garraf). Al massís del Garraf es pot fer l'itinerari del carst del Ferret, a Begues.